# Guthrie Govan
Guthrie Govan (Chelmsford, Essex, Inglaterra, 27 de diciembre de 1971) es un guitarrista inglés conocido por su trabajo con bandas como Asia (2001–2006), GPS, The Young Punx, The Fellowship y The Aristocrats. Es uno de los guitarristas más virtuosos de la actualidad.

## Carrera
Es un reconocido profesor de guitarra y ha trabajado para la revista inglesa Guitar Techniques, la Academia Guildford de Música Contemporánea (Guildford's Academy of Contemporary Music) y para el Brighton Institute of Modern Music. También fue ganador de la competición de la revista Guitarist como «Guitarrista del año». Realiza vídeos de instrucción para la compañía Lick Library.
Empezó a tocar la guitarra aproximadamente a los 3 años y aprendió de forma autodidacta. A los 7 años tuvo su primera guitarra eléctrica, una Gibson SG Special (con pastillas "P-90").
Hoy en día es considerado como uno de los mejores guitarristas modernos, y es reconocido por su compleja manera de ejecutar la técnica del "Tapping", notoria especialmente en la canción "Fives" y "Sevens" del disco Erotic Cakes. Ha llegado a dominar una gran cantidad de estilos musicales.

## Biografía
Govan empezó a tocar la guitarra a los tres años, animado por su padre, pero su aprendizaje desde un principio fue sobre todo mediante oído. Su padre le enseñó cinco acordes y le presentó su extensa colección de discos. Comenzó escuchando artistas y bandas como Jerry Lee Lewis, Little Richard, The Beatles, Cream, Jimi Hendrix y Frank Zappa, sonidos que lo influenciaron para convertirse en un guitarrista de rock.
Después de salir de la escuela, Govan estudió Inglés en la Universidad de Oxford, aunque lo dejó después de un año para seguir con su carrera en la música. En 1991 envió algunas demos de su trabajo a Mike Varney de Shrapnel Records. Varney quedó impresionado y le ofreció un contrato de grabación, sin embargo Govan se negó a aceptar la propuesta en última instancia.
En 1993 ganó el concurso de la revista Guitarist como "Guitarrista del Año" con su pieza instrumental "Wonderful Slippery Thing" (una versión que eventualmente aparecería en su álbum de debut como solista). El dinero del premio le permitió comprar su primer amplificador.

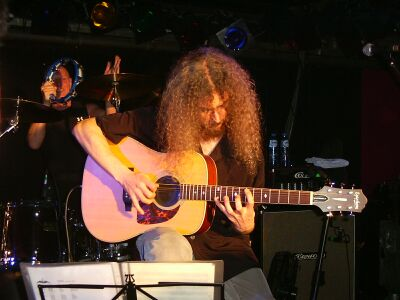
Govan en el 2005

En el año 2001 inició su trabajo con la agrupación Asia, específicamente para el álbum Aura, después de que la banda no hubiera podido hacerse con los servicios de Brian May y Steve Lukather, sus dos primeras opciones en la guitarra para la grabación del álbum. Con la banda estuvo activo hasta 2006, después de que el teclista Geoff Downes decidiera reunir a los tres músicos originales.
En el 2011 se reunió con los músicos Bryan Beller y Marco Minnemann, con el bajo y la batería respectivamente y formaron el grupo The Aristocrats, con los que ha grabado tres discos de estudio. El primero, titulado The Aristocrats, fue lanzado en 2011. Procedente de la gira del álbum, lanzaron un álbum en vivo llamado Boing!... We'll Do It live. En julio de 2013 fue lanzado su segundo álbum de estudio, llamado Culture Clash. Seguido a este, lanzaron un álbum en vivo de su gira denominado Culture Clash Live!. El 23 de junio de 2015 salió al mercado su tercer disco de estudio, Tres Caballeros.

## Discografía

### Solista
- Erotic Cakes (2006)
- Guitar Heroes (2011)
- West Coast Grooves (2013)

### Asia
- Aura (2001)
- America Live in the USA DVD, (2003), Muze Europe Ltd
- Silent Nation (2004)

### The Aristocrats
- The Aristocrats (2011)
- Culture Clash (2013)
- Tres Caballeros (2015)
- Boing, We'll Do It Live! (2012)
- Culture Clash Live! (2015)
- Secret Show: Live in Osaka (2015)
- You Know What? (2019)
- The Aristocrats with Primuz Chamber Orchestra  (2022)
- Duck (2024)

### Steven Wilson
- The Raven That Refused to Sing (2013)
- Hand. Cannot. Erase. (2015)

### Hans Zimmer
- Xperiments From Dark Phoenix (2019)
- The SpongeBob Movie: Sponge On The Run (Music From The Motion Picture) (2021)
- Dune (Original Motion Picture Soundtrack) (2022)
- Live In Prague (2022)
- Live  (2023)

### Mohini Dey
- Mohini Dey (2023)

### Lana Lane
- El Dorado Hotel   (2012)

### GPS
- Window to the Soul (2006)
- Live In Japan (2006)

### Docker's Guild
- The Mystic Technocracy – Season 1: The Age of Ignorance (2012)

### Colaboraciones
- Rob Balducci – Violet Horizon (2009)
- Periphery – Periphery II: This Time It's Personal (solo en "Have a Blast") (2012)
- Varios Artistas – Jason Becker's Not Dead Yet! (Live in Haarlem) (2012)
- Marco Minnemann – Symbolic Fox (2012)
- Richard Hallebeek – Richard Hallebeek Project II: Pain in the Jazz, (2013), Richie Rich Music
- Mattias 'IA' Eklundh – Freak Guitar: The Smorgasbord, (2013), Favored Nations
- Michael Angelo Batio – Intermezzo (2013)
- Nick Johnston – In a Locked Room on the Moon (2013)
- Jordan Rudess – Explorations (2014)
- Nick Johnston – Atomic Mind - Solo en "Silver Tongued Devil", (2014)
- Lee Ritenour – 6 String Theory (2010), Fives, con Tal Wilkenfeld[4]
- Ayreon – The Source  (2017)
- River of Longing(feat. Joe Satriani, Aleks Sever, Guthrie Govan, Steve Morse) – Jason Becker Triumphant Hearts!  (2018)
- Jordan Rudess – Wired For Madness  (2019)
- Felipe Andreoli – Resonance  (2021)